# Moorgrund
Moorgrund var en kommun i Wartburgkreis i förbundslandet Thüringen i Tyskland. Kommunen uppick 1 december 2020 i Bad Salzungen.